# NGC 3818
NGC 3818 ist eine elliptische Galaxie vom Hubble-Typ E6 im Sternbild Jungfrau. Sie ist schätzungsweise 70 Millionen Lichtjahre von der Milchstraße entfernt.
Das Objekt wurde am 5. März 1785 von Wilhelm Herschel entdeckt.